# Кубок Оману з футболу 2017—2018
Кубок Оману з футболу 2017—2018 — 45-й розіграш кубкового футбольного турніру в Омані. Титул володаря кубка вп'яте здобув Ан-Наср.

## Календар
| Раунд                 | Дата                         | Матчі | Клуби   |
| --------------------- | ---------------------------- | ----- | ------- |
| Кваліфікаційний раунд | 28 жовтня - 4 листопада 2017 | 5     | 37 → 32 |
| 1/16 фіналу           | 17-19 листопада 2017         | 16    | 32 → 16 |
| 1/8 фіналу            | 2-3 лютого 2018              | 8     | 16 → 8  |
| 1/4 фіналу            | 16/21 лютого 2018            | 4     | 8 → 4   |
| 1/2 фіналу            | 16/30 березня 2018           | 4     | 4 → 2   |
| Фінал                 | 5 травня 2018                | 1     | 2 → 1   |

## 1/8 фіналу
| Команда 1      | Рахунок      | Команда 2          |
| -------------- | ------------ | ------------------ |
| 2 лютого 2018  |              |                    |
| Аль-Васта (2)  | 0:3          | Сур (2)            |
| Аль-Башаір (2) | 0:0 пен. 4:3 | Смаіл (2)          |
| Ан-Наср        | 5:0          | Аль-Рустак (2)     |
| Сохар          | 0:0 пен. 5:4 | Аль-Мудхаїбі       |
| 3 лютого 2018  |              |                    |
| Аль-Шабаб      | 3:1          | Нізва (2)          |
| Аль-Бдеа (2)   | 0:3          | Аль-Ахлі/Седаб (2) |
| Сахам          | 1:2          | Аль-Сіб (2)        |
| Оман Клуб      | 0:1          | Аль-Сувейк         |

## 1/4 фіналу
| Команда 1          | Заг.    | Команда 2  | 1-й матч | 2-й матч |
| ------------------ | ------- | ---------- | -------- | -------- |
| 16/21 лютого 2018  |         |            |          |          |
| Аль-Шабаб          | 3:3 (ч) | Сур (2)    | 1:0      | 2:3      |
| Аль-Ахлі/Седаб (2) | 0:2     | Сохар      | 0:0      | 0:2      |
| Аль-Башаір (2)     | 1:4     | Ан-Наср    | 1:3      | 0:1      |
| Аль-Сіб (2)        | 1:0     | Аль-Сувейк | 1:0      | 0:0      |

## 1/2 фіналу
| Команда 1          | Заг. | Команда 2   | 1-й матч | 2-й матч |
| ------------------ | ---- | ----------- | -------- | -------- |
| 16/30 березня 2018 |      |             |          |          |
| Аль-Шабаб          | 2:4  | Ан-Наср     | 1:3      | 1:1      |
| Сохар              | 5:3  | Аль-Сіб (2) | 4:1      | 1:2      |

## Фінал
| 5 травня 2018 18:00 (EEST) |

| Ан-Наср                    | 2:2 дч пен. 6:5 | Сохар                                 |
| -------------------------- | --------------- | ------------------------------------- |
| Юнес Аль-Мушаїфрі 31' (48) | Протокол        | Максі 22' Моатасем Саїф Аль-Шиблі 56' |

| Султан Кабус, Маскат Глядачів: 11 700 |